# Eva Thomkins

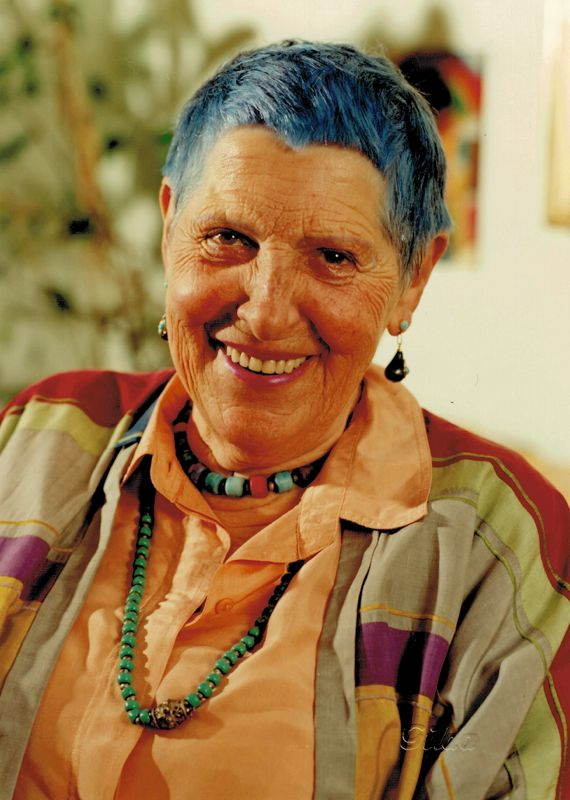
Eva Thomkins ca. 1995 in selbstgeschneidertem Outfit

Eva Thomkins (* 13. März 1922 als Eva Schnell in Christianstadt am Bober, heute Stadtteil von Nowogród Bobrzański, Polen; † 14. Juli 2006 in Köln) war eine deutsche Hochschullehrerin und Künstlerin. Sie war die Ehefrau des schweizerischen Künstlers André Thomkins.

## Werdegang
Eva Schnell studierte ab 1940 an der Hochschule für Kunsterziehung (heute Universität der Künste Berlin) bei Willy Jaeckel Malerei, bei Willi Maillard Zeichnen, Stillleben und Porträtmalerei und bei Walter Hauschild Modellieren. Gleichzeitig belegte sie die Fächer Germanistik und Theaterwissenschaften an der Friedrich-Wilhelms-Universität und legte 1942/43 die beiden Staatsexamina ab. Für den Abschluss als Werklehrerin wechselte sie nach Dresden. Unter dem Einfluss des Holzbildhauers Reinhold Langner fertigte sie Holzschnitte und Holzreliefs.
Kurz vor Kriegsende flüchtete sie nach Rheydt bei Mönchengladbach, gewann Anschluss an Kunstinteressierte und gab privaten Malunterricht. Im Schloss Rheydt (heute das Museum Schloss Rheydt), organisierte sie Ausstellungen. Zwischen 1949 und 1951 beendete sie ihr Referendariat und legte die pädagogischen Prüfungen für das höhere Lehramt ab.
Im August 1950 besuchte Schnell in Paris einen ihrer Rheydter Zeichenschüler und lernte dort den 20-jährigen Kunststudenten André Thomkins kennen, der Kurse an der Académie de la Grande Chaumière besuchte. Beide kehrten in ihre Heimatstädte zurück, der nun folgende Briefwechsel zwischen Rheydt und Luzern ist als Buch dokumentiert. André folgte Eva nach Rheydt. Dort fand am 19. Januar 1952 die Hochzeit statt und sechs Monate später kam der erste Sohn Oliver zur Welt, dem vier weitere Kinder folgten.
Eva und André Thomkins sind auf dem Siepenfriedhof in Essen beigesetzt.

## Wirken

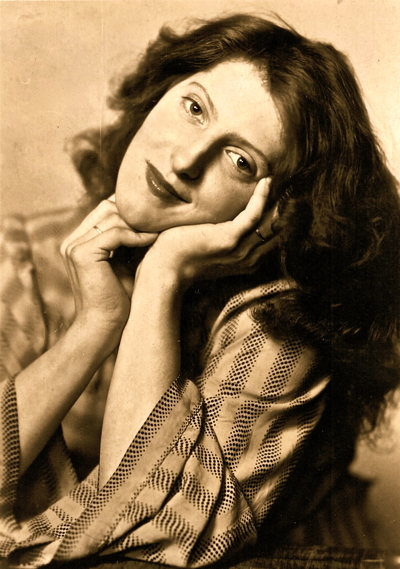
Eva Schnell (um 1950)

Von 1954 bis 1971 war Thomkins Kunstlehrerin an der Viktoria-Schule, einem Mädchen-Gymnasium in Essen. In dieser Zeit entstand – zusammen mit ihren Schülerinnen – unter anderem ein großer Wandteppich (Orpheus und Eurydike), der in der Aula des – seit 2020 aufgelösten – Gymnasiums angebracht war. 1967 erarbeitete Thomkins Holzschnitte mit 80 Geburtstagsmotiven ihrer Kunstschülerinnen, die in einer Edition der Galerie Der Spiegel von Hein Stünke in Köln veröffentlicht wurden.
Ab 1970 lehrte Thomkins an der Essener Pädagogischen Hochschule (später Universität Essen) Modegeschichte und Tapisserie, Seidenweberei und Ornamentik und wurde Leiterin der Abteilung für Textilgestaltung. 1981 übernahm sie einen Lehrauftrag an der Universität Köln, 1984 trat sie in den Ruhestand. 
1988 veröffentlichte das Centre Culturel Suisse in Paris, die von ihrem Ehemann geschaffene Mappe für Eva. Pour Eva. For Eva mit biografischen Texten und 28 Zeichnungen.

## Ausstellungen
- 2001: Eva Thomkins – Bilder. Museum Schloss Rheydt
- 1994: Die Thomkins – eine Künstlerfamilie, Haus am Lützowplatz, Berlin
- 1988: Alte und neue Bilder, Volkshochschule Essen

## Veröffentlichungen
- Farben des Lichts, DuMont, Köln, 1998 ISBN 978-3-7701-3980-4 (Bildkalender)
- Eva Thomkins (Hrsg.): Die Thomkins – eine Künstlerfamilie. Haus am Lützowplatz, Berlin, 1994.
- Andre und Eva Thomkins: Aus dem Briefwechsel zwischen Andre und Eva Thomkins aus den Jahren 1950/51. In: André Thomkins: menschenmöglich. Federzeichnungen 1947–1977, DuMont, Köln, 1988
- Eva Thomkins (Hrsg.): Textilgestalten. 2 Bände. Katalog der Ausstellungen der Universität Essen und des Ruhrlandmuseums Essen, 1975/1980
- Eva Thomkins (Hrsg.) und Schülerinnen der Viktoria Schule in Essen: Happy Birthday, Galerie Der Spiegel, 1967, Köln